# Ducula aurorae
Il piccione imperiale di Polinesia  o piccione imperiale delle Isole della Societá (Ducula aurorae Peale, 1848) è un uccello della famiglia dei Columbidi diffuso nell'arcipelago delle Tuamotu e nelle isole della Società.

## Tassonomia
Comprende le seguenti sottospecie:
- D. a. aurorae (Peale, 1848) - isola di Makatea (arcipelago delle Tuamotu);
- D. a. wilkesii (Peale, 1848) - Tahiti (isole della Società).